# Acacia spilleriana
Acacia spilleriana é uma espécie de leguminosa do gênero Acacia, pertencente à família Fabaceae.